# Märzchen

Mărțișor

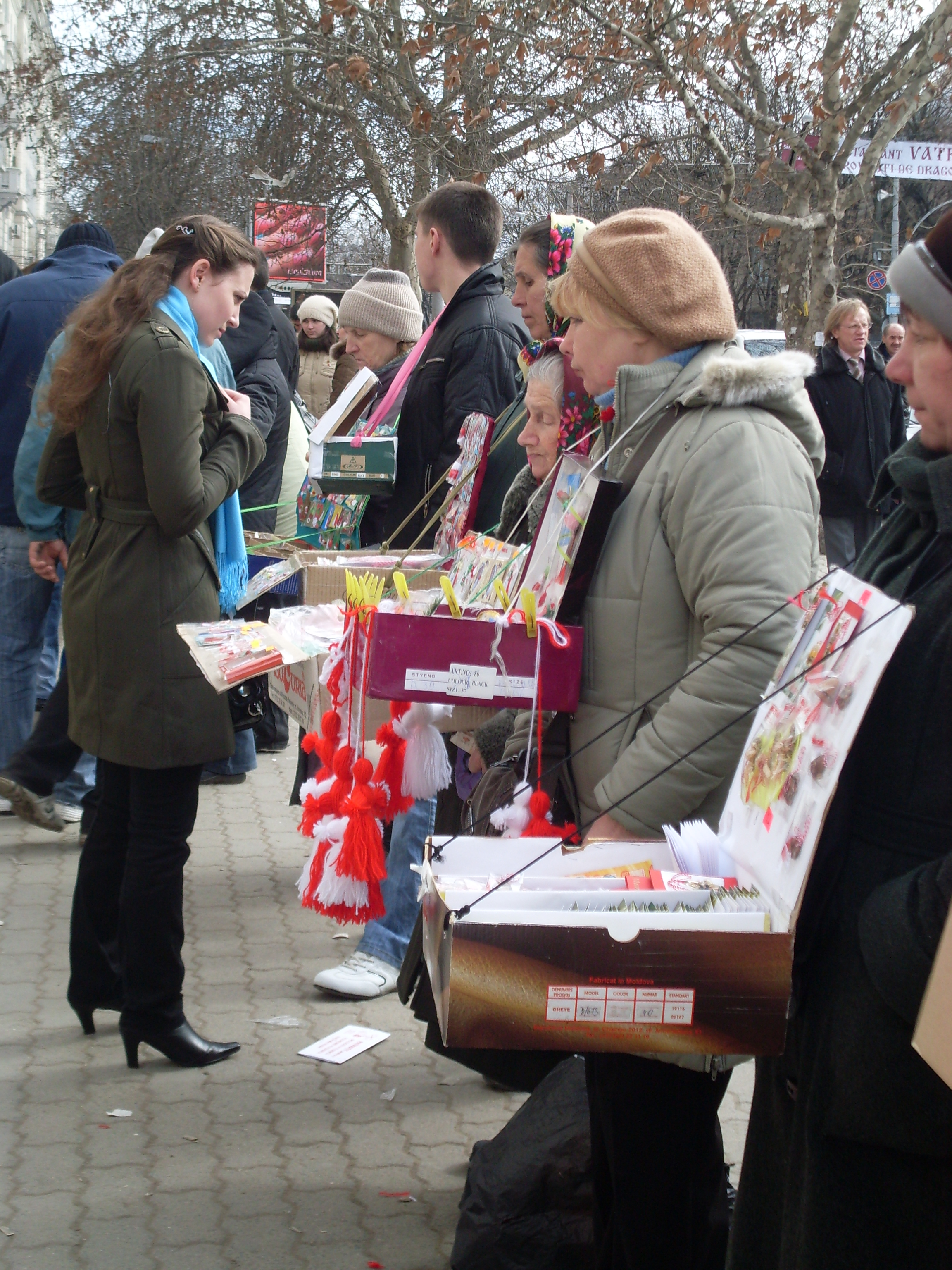
Märzchenverkäufer in Chișinău

Das Märzchen (rum. Mărțișorⓘ) ist ein typisches Geschenk zum 1. März aus dem rumänischen Brauchtum in Rumänien und der Republik Moldau. Es besteht aus einer rot-weißen Schnur, meistens mit einem kleinen Anhänger und ist oft an einer Bluse oder einem anderen Kleidungsstück befestigt. Es wird von Frauen und Kindern vom 1. März an ein bis zwei Wochen lang getragen. Das Märzchen symbolisiert den Frühling und wird von Verwandten oder guten Freunden, oftmals zusammen mit einem Schneeglöckchen, verschenkt.
In Rumänien nimmt man an, dass diese Tradition aus vorchristlicher Zeit von den Thrakern stammt. Die Ursprünge des Märzchen sind nicht genau bekannt. Vermutet wird, dass es zu Zeiten des Römischen Reiches als der erste Tag im neuen Jahr (1. März) gefeiert wurde und als Frühlingsanfang galt. Am Anfang wurden aus Schafwolle zwei Fäden, rot und weiß, gesponnen und von den Frauen den Männern geschenkt, die sie sich um das Handgelenk banden. Die beiden Farben symbolisieren den Schnee und die Sonne. Unter dem Schnee schlummern die keimenden Körner der Feldfrüchte, die von der Sonne ans Licht geholt werden. In dieser Zeit begann die erste Feldarbeit.
Der Brauch hat sich dann in andere Richtung entwickelt: Heute bekommen Frauen das Märzchen geschenkt und an dem Faden sind Glücksbringer befestigt, ein vierblättriges Kleeblatt, ein Hufeisen, ein Schornsteinfeger, ein Schlüssel oder ein Schloss usw. Man trägt das Märzchen so lange, bis man einen blühenden Baum sieht, dann wirft man es in den Baum und wünscht sich etwas. Diese Tradition stammt aus dem Siedlungsgebiet der Rumänen im heutigen Rumänien und der Republik Moldau, wo der Name mărțișor (Diminutiv für martie, deutsch ‚März‘) auch den 1. März als Frühlingsanfang bezeichnet.
In der Republik Moldau beginnt seit 1967 jedes Jahr am 1. März das Mărțișor-Musikfestival.
Eine ähnliche Tradition gibt es zum 1. März in Bulgarien und in Griechenland. Dort wird sie Marteniza (Мартеница) bzw. Martis (Μάρτης) genannt.

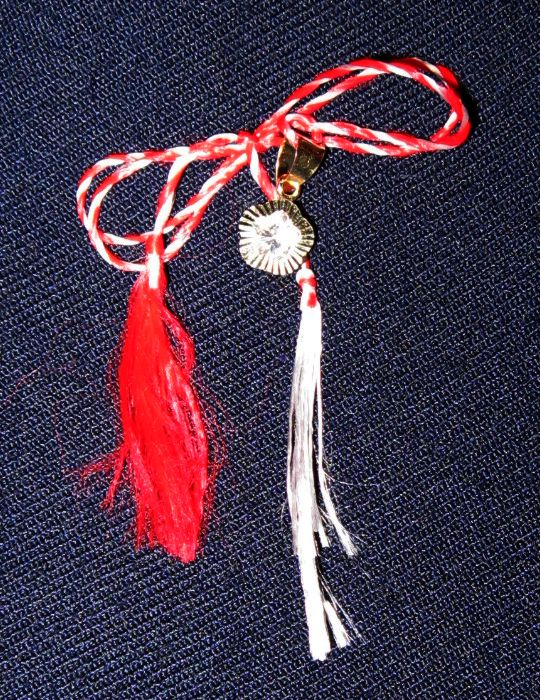
Schmuck aus Gold
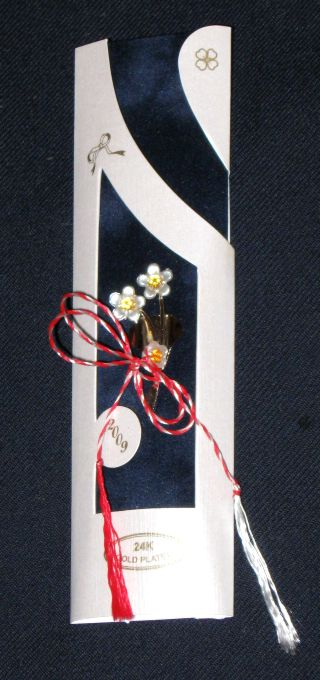
Vergoldete Märzchen
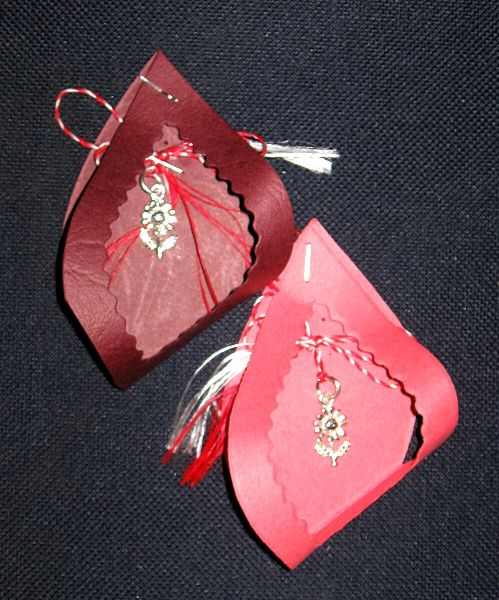
Schmuck aus Silber
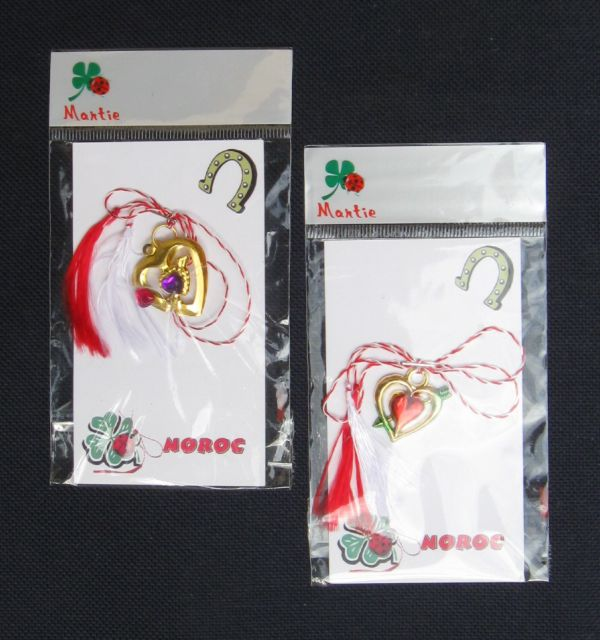
Gewöhnliche Märzchen